# Santuario de Guadalupe (Chihuahua)
El Santuario de Guadalupe es un templo de culto católico ubicado en la ciudad de Chihuahua, Chihuahua, México y dedicado a Nuestra Señora de Guadalupe y cuya construcción data de la época colonial.

## Historia

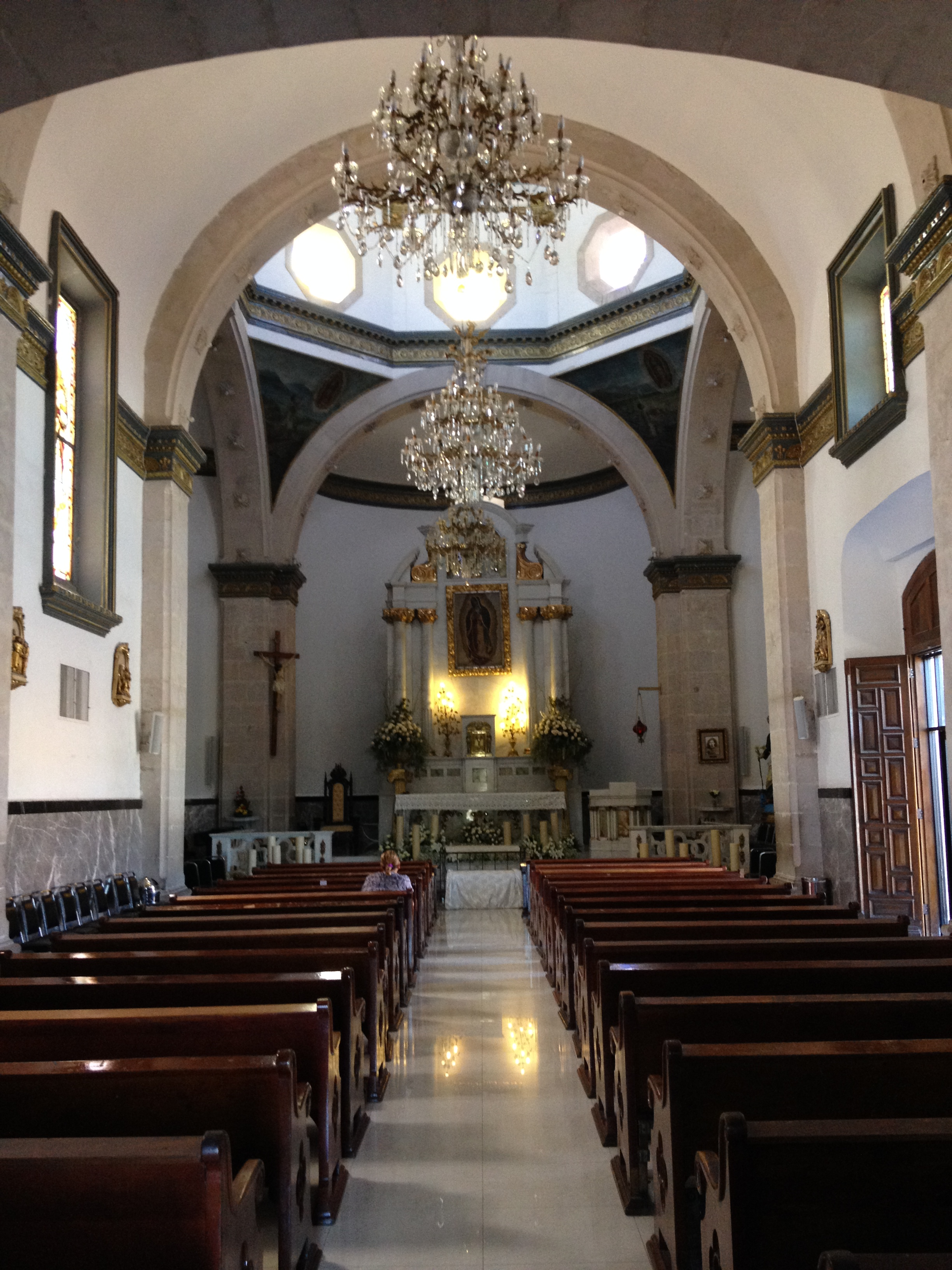
Nave central

La construcción del templo que es hoy el Santuario de Guadalupe fue la iniciativa particular de un destacado habitante de la Villa de San Felipe de Chihuahua en la época colonial, Pablo de Ochoa y Lastra, comerciante peninsular que se había avecindado y hecho fortuna en la villa y que el 23 de septiembre de 1776 contrajo matrimonio con doña Petra de Santa Cruz, viuda de Francisco Javier de Irigoyen, otro destacado habitante de Chihuahua y del que había heredado su fortuna.
En 1792 Pablo de Ochoa tuvo la iniciativa de construir un templo dedicado a la Virgen de Guadalupe en el lugar donde ya se encontraba una pequeña capilla dedidada a la misma desde 1737 a una distancia "de un tiro de ballesta" de la villa y rodeada por las chozas de indígenas que procedentes de los hoy estados de Sonora y Sinaloa se empleaban como peones en las cercanas minas de Santa Eulalia; para tal efecto escribió solicitando el permiso del obispo de Durango, Esteban Lorenzo de Tristán y Esmenota, quien aprobó el proyecto nombrando a Ochoa mayordomo perpetuo de la fábrica del templo y que con el apoyo del comandante de la Provincias Internas de Occidente, Pedro de Nava, se ordenó al ingeniero Juan Pagaza el trazo de los planos de la obra y se colocó la primera piedra el primer domingo de mayo de 1792.
Tras cinco años de trabajos, el 15 de agosto de 1798 murió Pablo de Ochoa, y como no había habido hijos de su matrimonio con doña Petra de Santa Cruz, heredó todos sus bienes un sobrino, Simón de Ochoa, que para tal efecto llegó a Chihuahua procedente de la población de Mograro en Álava, España; este el 5 de mayo de 1800 a los 20 años de edad contrajo matrimonio con la viuda de su tío, doña Petra de Santa Cruz, quien a la sazón contaba sesenta años de edad, y continuó con la obra de construcción del Santuario que avanzó lentamente, dieciocho años después, el 18 de enero de 1818 murió Petra de Santa Cruz, dejando viudo a Simón de Ochoa quien heredó también todos sus bienes, un par de años después en mayo de 1821 contrajo a su vez matrimonio con Paz García de Tejada de dieciséis años edad.
La construcción del templo a la que dedicaron vida y fortuna don Simón y don Pablo de Ochoa finalmente concluyó en 1825 en que solicitó el permiso para su consagración al obispo Juan Francisco de Castañiza y González de Durango, quien autorizó, siendo dedicado por el presbítero Pedro Terrazas el 11 de diciembre de 1825.

## Arquitectura

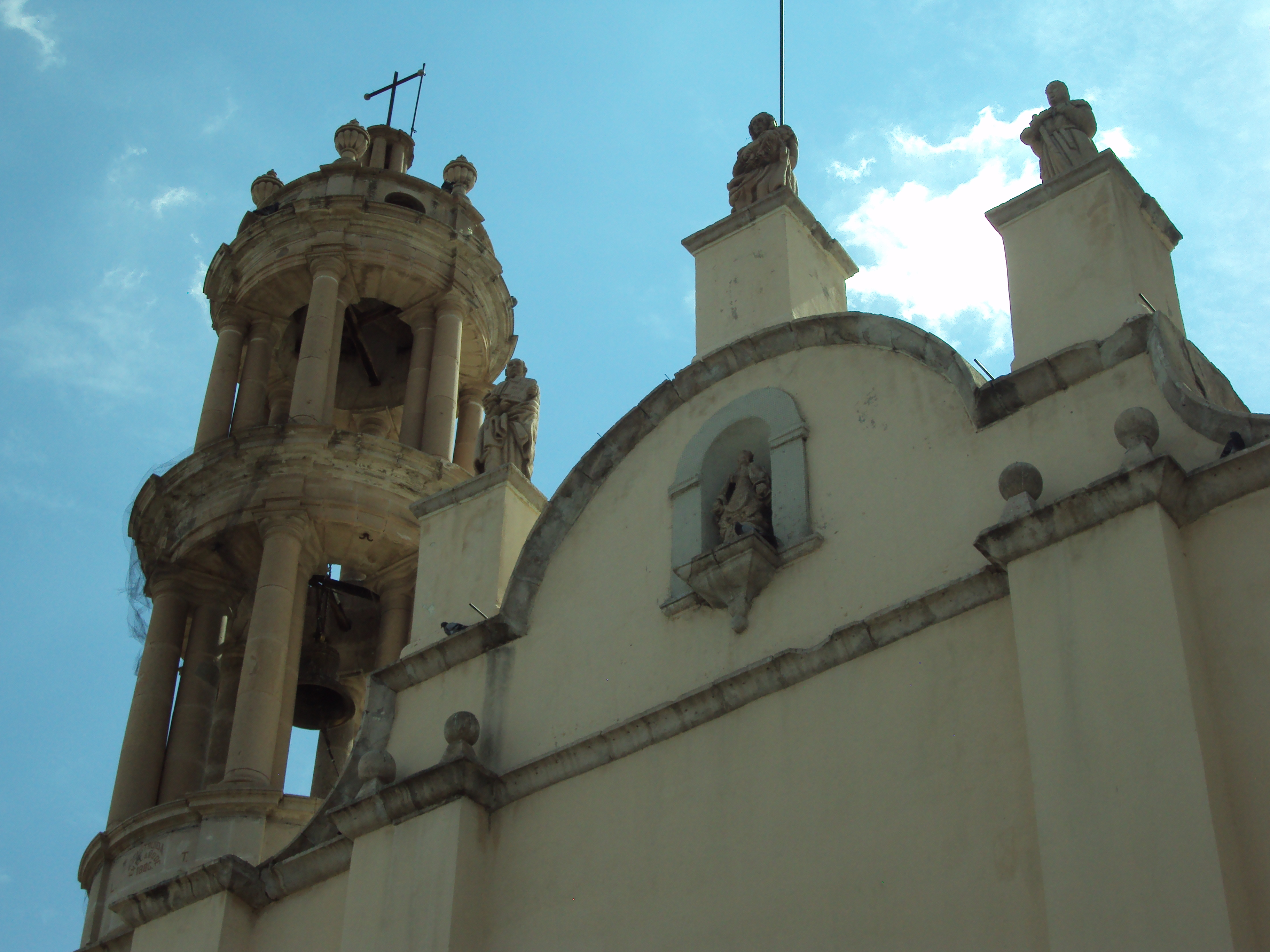
Detalle de la fachada

El Santuario de Guadalupe es una construcción de una sola nave, transepto en cruz y ábside semicircular, su exterior es sencillo y con aires barrocos aunque no tiene muchos detalles arquitéctonicos, cuenta con dos torres de cantera, aunque originalmente solo tenía una y una cúpula de tambor octagonal con ventanas de la misma forma y linternilla corona el crucero.
La fachada es muy sencilla y no tiene portada, únicamente cuenta con la puerta principal rodeada de jambas de cantera y coronada por la ventana pentagonal del coro, la superficie de la fachada solo está interrumpida por dos recios postes a cada lado de la puerta para un total de cuatro, corona la fachada un frontispicio semicircular que resguarda un nicho con una imagen mariana, sobre el frontispicio tres columnas son coronadas por sendas estatuas de cantera, la central corresponde a la Virgen de Loreto y las laterales a San Ignacio de Loyola y a San Francisco Javier, estas tres estatuas fueron realizadas y estaban ubicadas en el templo del Colegio de la Compañía de Jesús, que nunca fue concluido y destruido tras la expulsión de los jesuitas en 1767. Las torres de cantera son de planta circular, lo que les da una particular originalidad, y formadas por columnas de orden dórico, el templo originalmente solo contaba con la torre derecha, siendo construida la izquierda en el año de 1886.

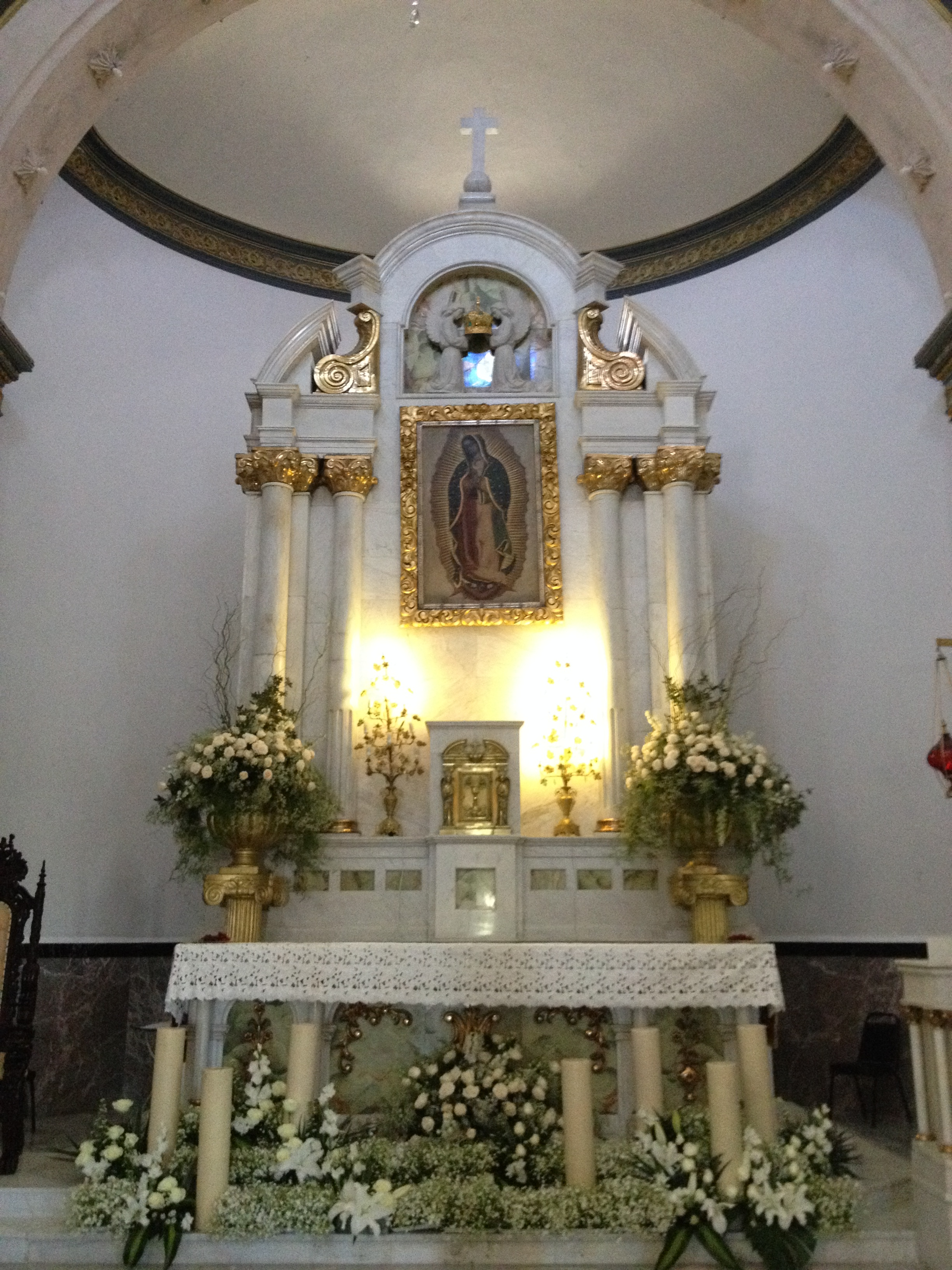
Altar mayor

El actual interior del templo data de 1910 cuando fue remodelado en estilo neoclásico por padres jesuitas que se encargaron el templo durante unos años antes de la construcción del propio; está formado por una sola nave cerrada por arcos y bóveda de cañón, en la cabecera se encuentra el coro que cuenta con un órgano, a la mitad de la nave en la pared izquierda cuenta con una puerta lateral y en ambos lados de la nave se encuentra grandes ventanales con vitrales que representan a las tres virtudes teologales, Fe, Esperanza y Caridad. En el crucero se encuentra la cúpula de tambor octagonal y ventanas de la misma figura en cada uno de sus lados, en las cuatro pechinas de la cúpula se encuentra pintadas al fresco las cuatro apariciones guadalupanas.
En el ábside se encuentra el altar mayor realizado en mármol blanco y coronado por una imagen de la Virgen de Guadalupe realizada por Miguel Cabrera como copia del original del Tepeyac en la Ciudad de México y que llegó a Chihuahua en el siglo XVII, antes del inicio de la construcción del templo. Tras las reformas litúrgicas promovidas por el Concilio Vaticano II el altar fue separado el retablo y el antiguo púlpito fue transformado en ambón, se conservó así mismo el comulgatorio realizado también en mármol blanco. En cada uno de los transeptos existen dos pequeños altares laterales de mármol, el de la izquierda dedicado al Sagrado Corazón de Jesús y el de la derecha a la Virgen del Perpetuo Socorro. En los transeptos y la nave se encuentra además diez grandes cuadros que tratatan episodios de la vida de la Virgen María y que también fueron originalmente realizados para el templo del Colegio Jesuita.
El atrio del templo es en la actualidad el único de la Ciudad de Chihuahua que se conserva con las tumbas de diversos personajes de la burguesía chihuahuense de finales del siglo XIX y principio del siglo XX y que se caracteriza por la gran belleza de los monumentos funerarios, el más destacado es el que corresponde al General Luis Terrazas, héroe de la Intervención francesa y luego principal representante del porfirismo en el estado.

## Galería

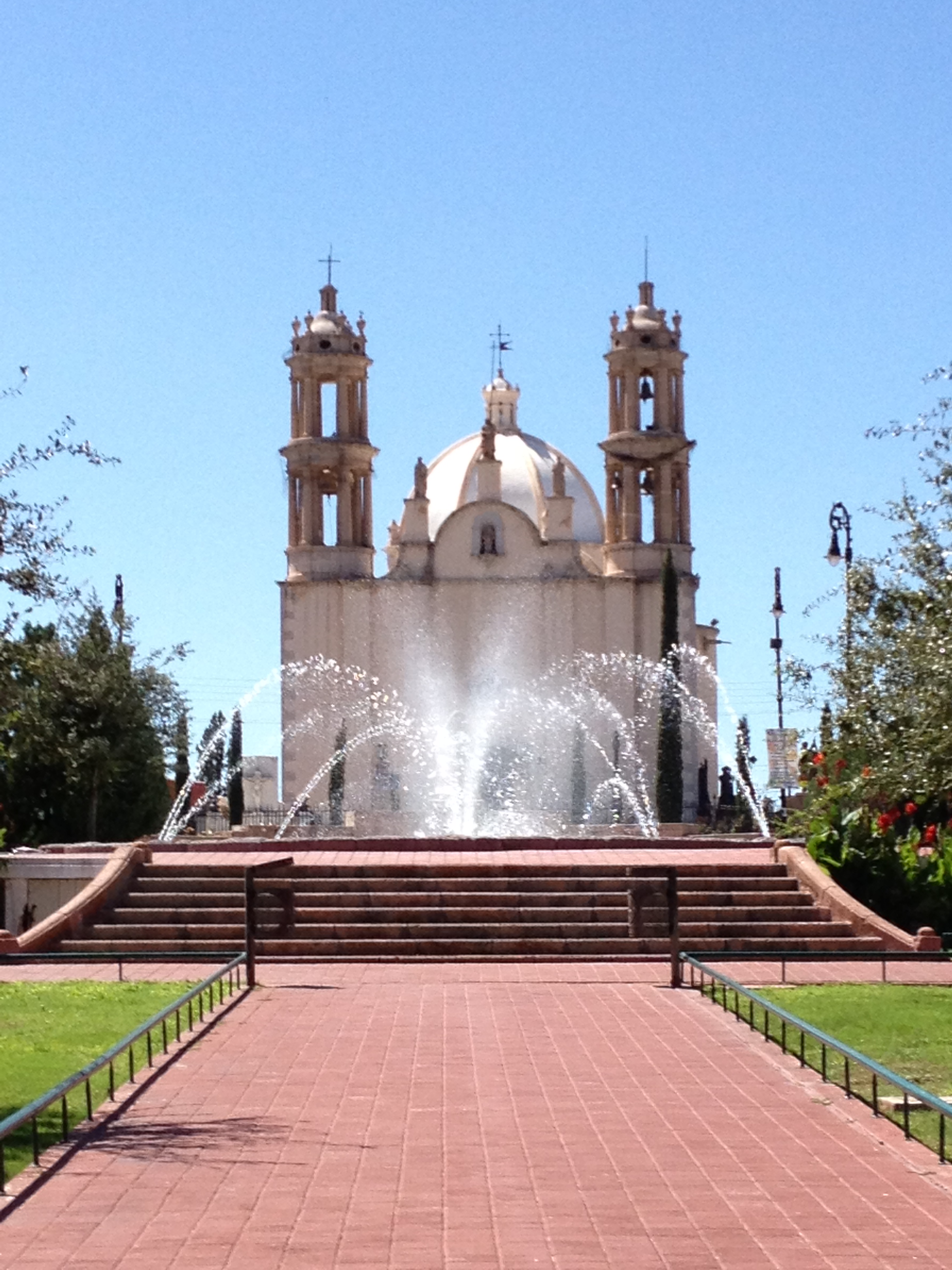
Exterior
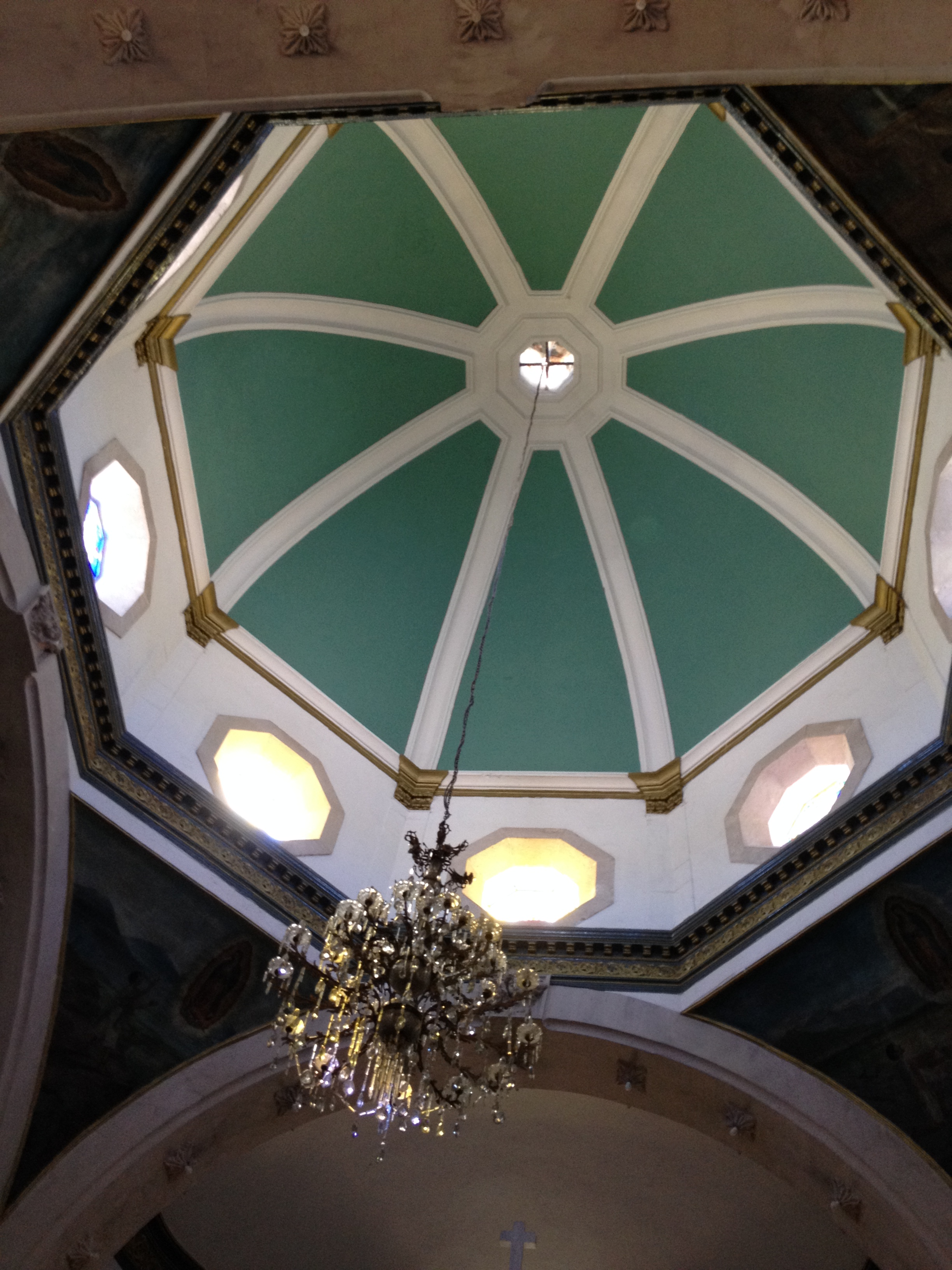
Cúpula
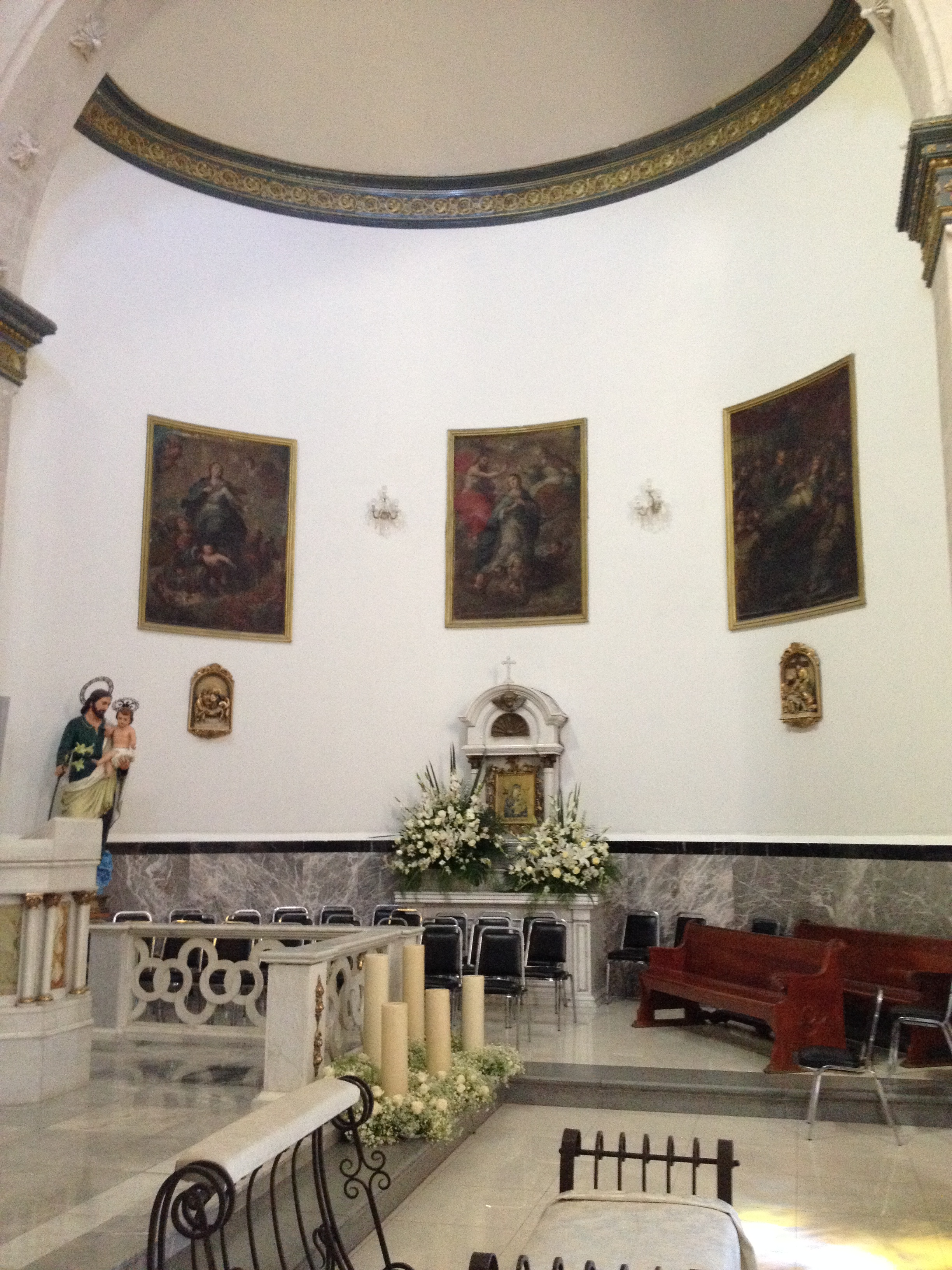
Transepto derecho
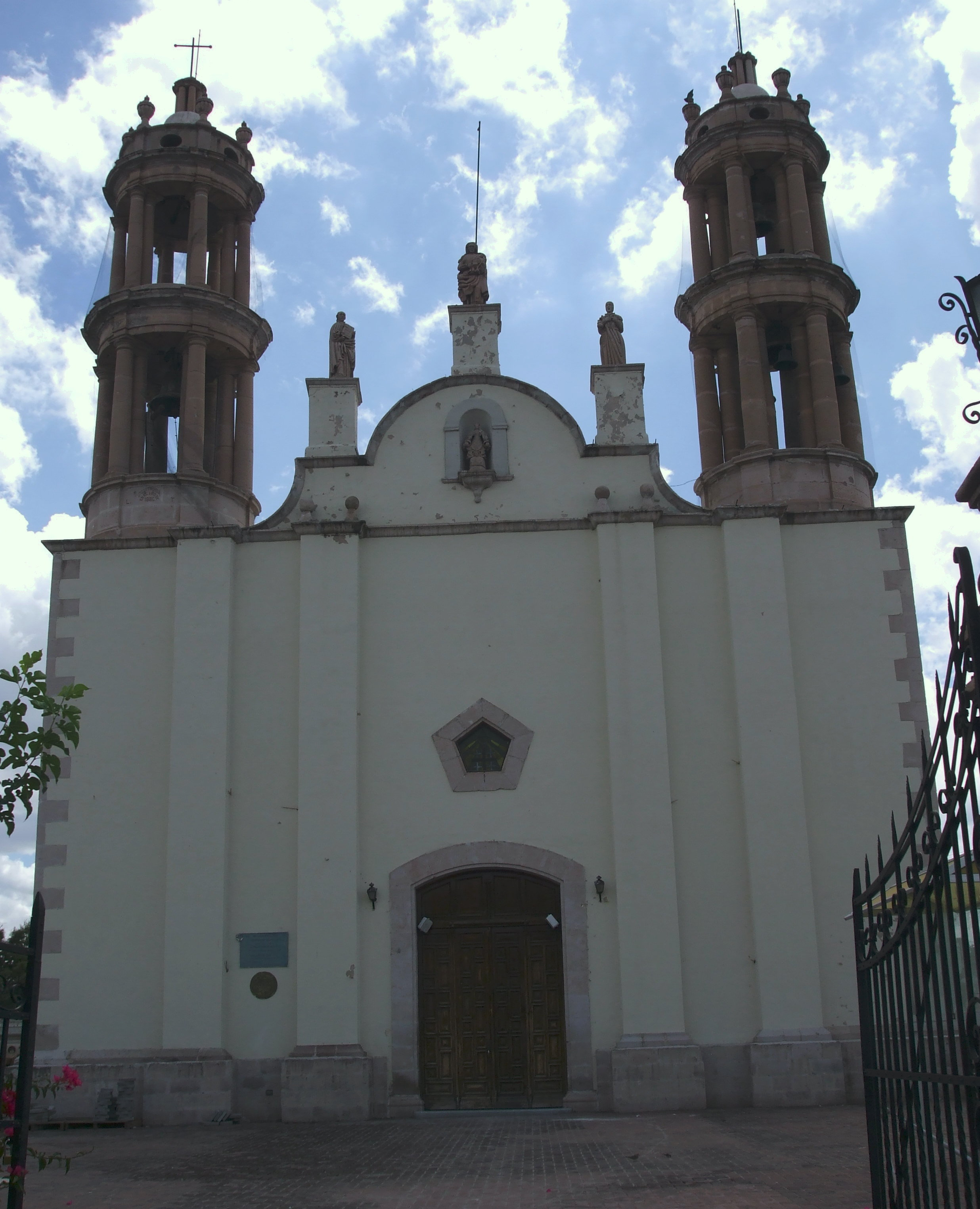
Fachada
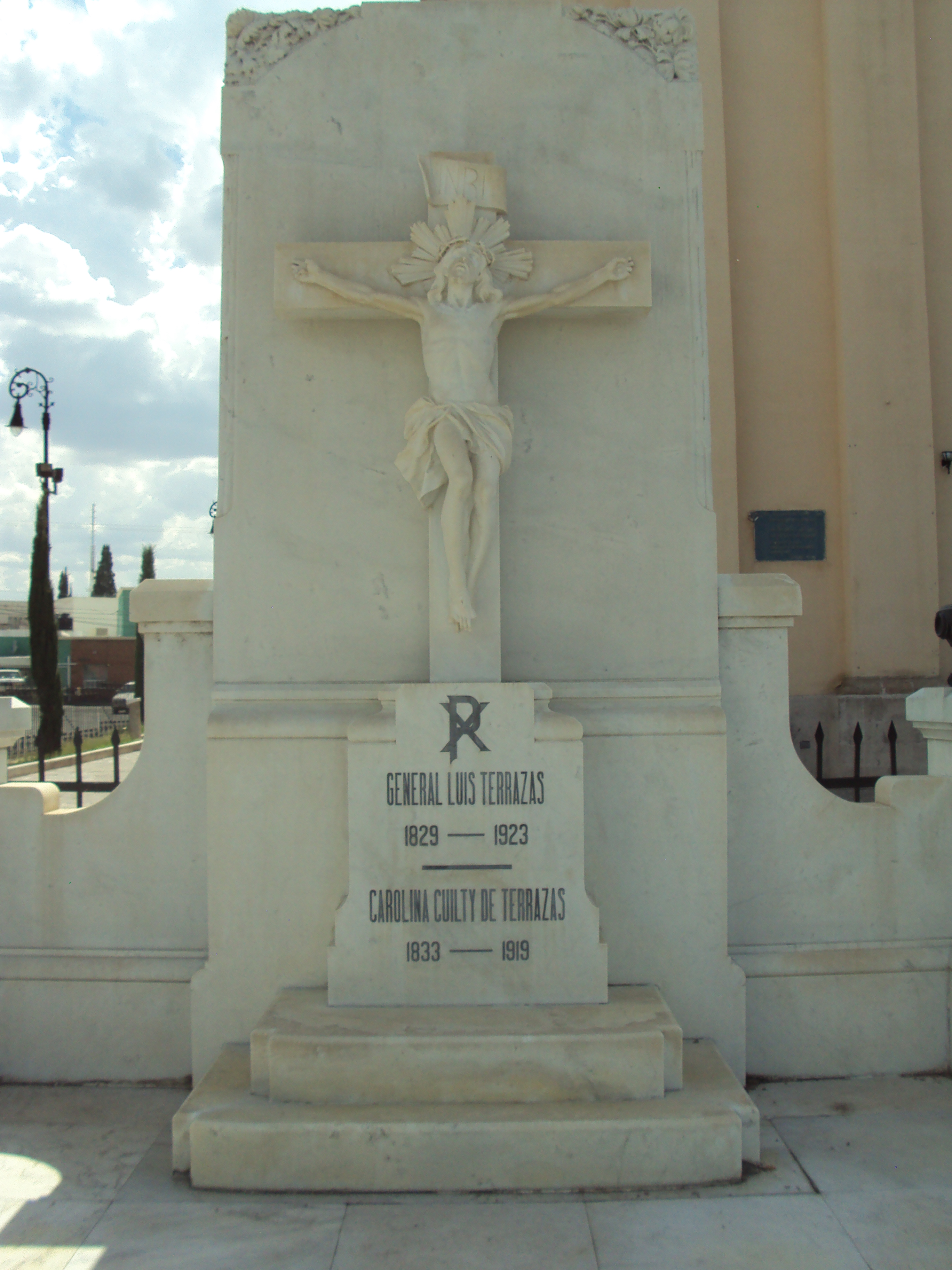
Sepulcro de Luis Terrazas
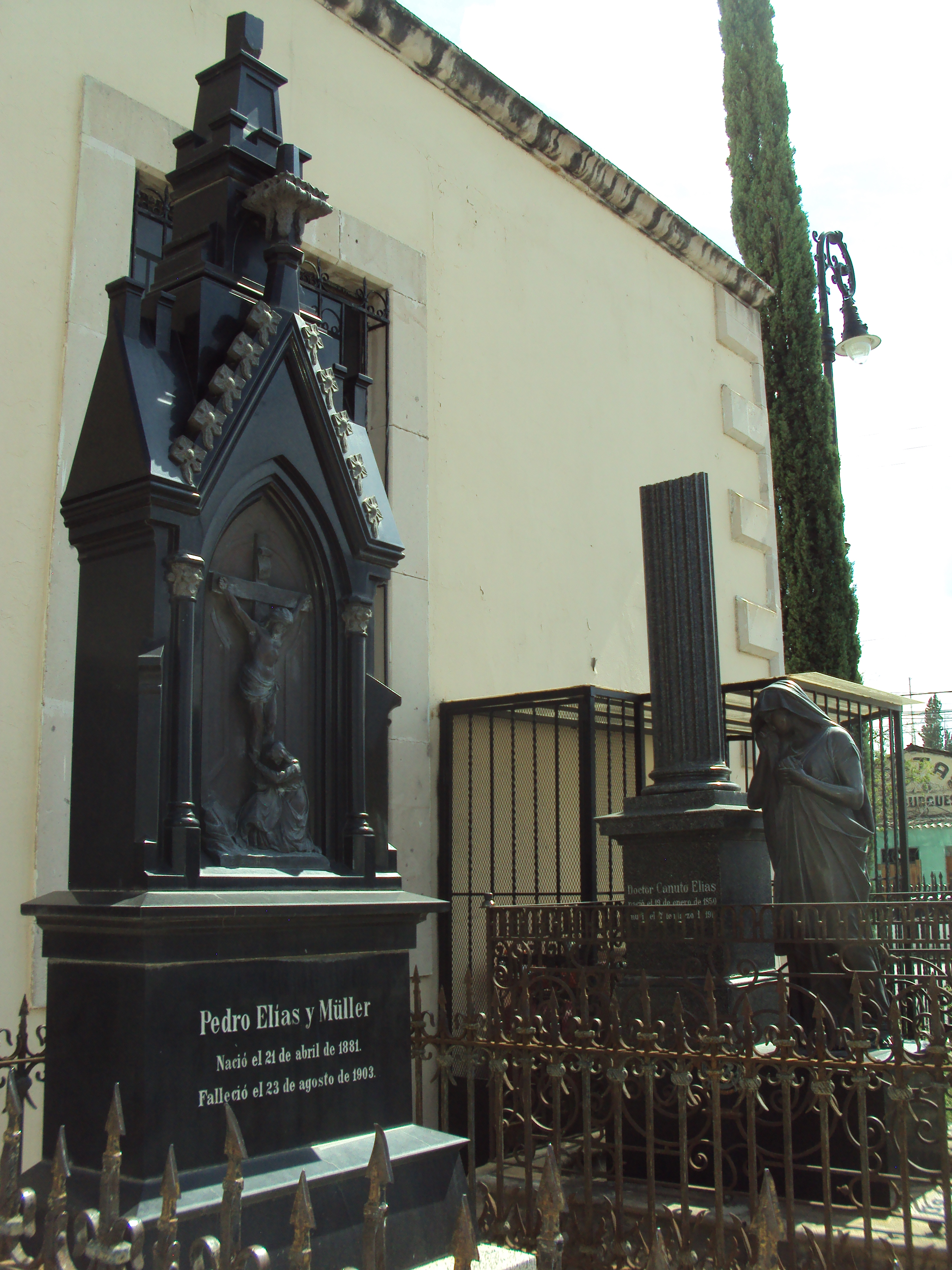
Monumentos funerarios